# Премія Африканської кіноакадемії
«Премія Африканської кіноакадемії» (англ. Africa Movie Academy Awards, AMAA) — головна кінопремія країн Африки, яку щорічно присуджує Африканська кіноакадемія, починаючи з 2005 року.

## Історія і опис
Премію Африканської кіноакадемії (AMAA) заснувала в 2005 році продюсер і режисер з Нігерії Піс Анійям-Осіґве. Премію вручають за видатні досягнення в царині кінематографу, її основні завдання — заохотити розвиток африканського кіно та об'єднати країни африканського континенту за допомогою мистецтва і культури.
Премія AMAA вручається у більш ніж 20-ти номінаціях, більшість з яких стандартні для кінематографічних премій («Найкращий фільм», «Найкращий режисер», «Найкращий актор», «Найкраща актора» та ін.), але деякі специфічні саме для цієї нагороди. До них належать премія за найкращий нігерійський фільм і премія за найкращий фільм африканською мовою імені Усмана Сембена, сенегальського режисера, якого називають «батьком африканського кінематографу».
Головної премії в номінації «Найкращий фільм» удостоювалися кінострічки з різних країн. Найбільше нагород отримали кінематографісти Нігерії — п'ять перемог станом на 2015 рік; також перемагали фільми, зняті в Гані, Кенії, ПАР, Демократичній Республіці Конго і Мавританії.
Церемонія вручення премії Африканській кіноакадемії — найважливіша подія в африканській кіноіндустрії. Раніше церемонія проходила в Нігерії, у місті Єнагоа, але двічі з міркувань безпеки її переносили в інші міста — Абуджу (у 2008 році) і Лагос (у 2012 році). Час проведення — весна, зазвичай квітень або травень, кілька разів церемонія проходила наприкінці березня.
У 2015 році церемонія проходила у вересні в Південній Африці, після того як засновниця премії Піс Анійям-Осіґве подала у відставку з поста генерального директора церемонії вручення. У 2016-му та 2017 роках церемонії відбулися в Порт-Гаркорт, столиці нігерійського штату Риверс.